# المعلقة (ريف دمشق)
المعلقة قرية سوريّة تتبع إداريّاً لمحافظة ريف دمشق منطقة مركز ريف دمشق ناحية ببيلا، بلغ تعداد سكانها 1,515 نسمة حسب التعداد السكاني لعام 2004.